# مارتین (نبراسکا)

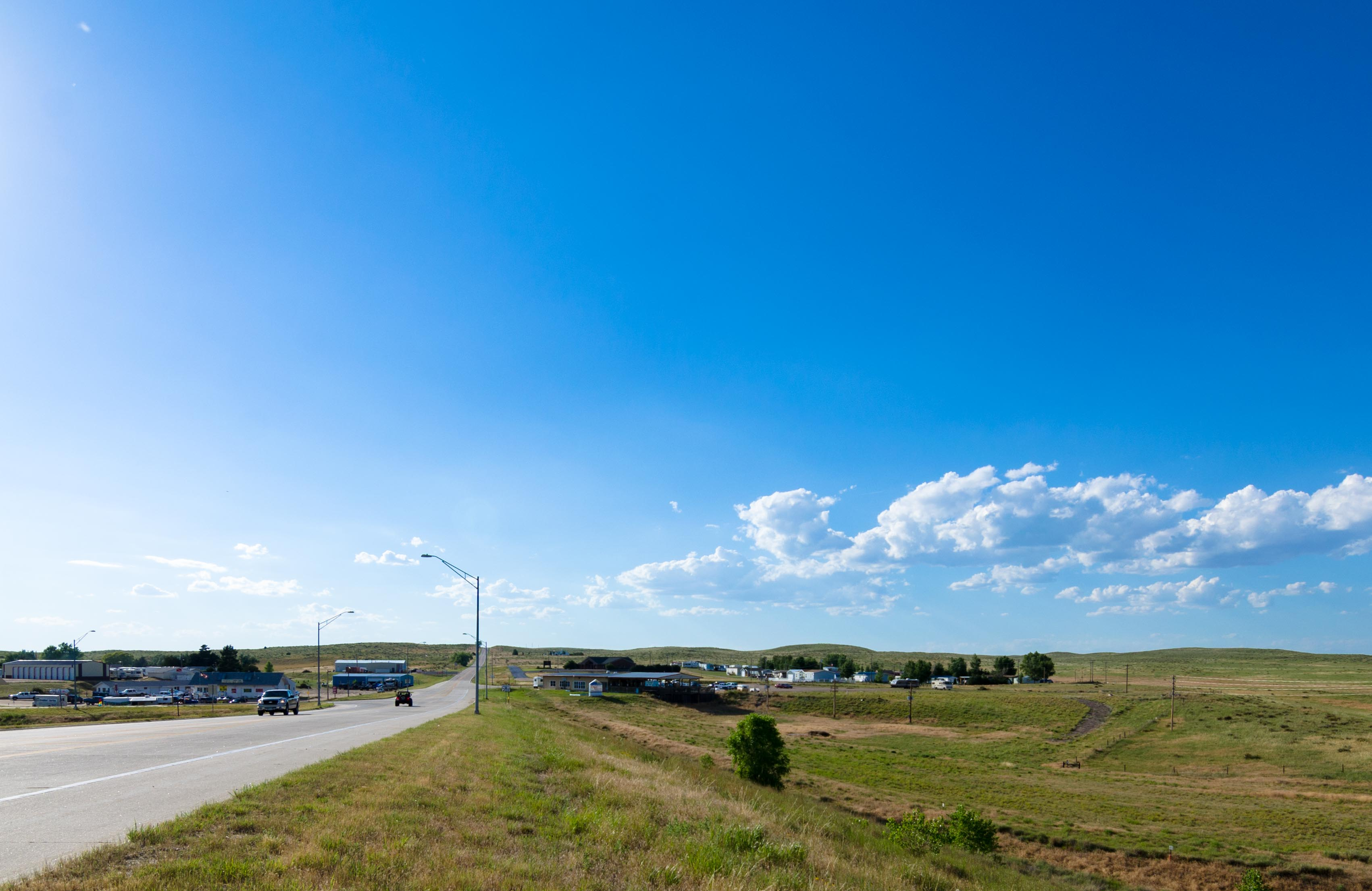
شهر مارتین

مارتین(به انگلیسی: Martin) شهری در ایالت نبراسکا کشور ایالات متحده آمریکا است که جمعیت آن در سرشماری سال ۲۰۱۰ میلادی، ۹۲ نفر بوده‌است.